# وحيد خليلهودزيتش
وحيد خليلهودزيتش (بالفرنسية: Vahid Halilhodžić) (مواليد 15 أكتوبر 1952 في يوغوسلافيا، حاليا البوسنة والهرسك) هو لاعب كرة قدم بوسني دولي سابق كان يلعب في مركز المهاجم قبل أن يصبح مدربًا دوليا. منذ عام 1995، أضحى يحمل الجنسية الفرنسية.
يعتبر خليلهودزيتش من أفضل اللاعبين البوسنيين في حقبة السبعينات والثمانينات، فقد بدأ مشواره الكروي في نادي فيليز موستار، حيث فاز المهاجم ببطولة الكأس اليوغسلافي في عام 1981. التحق بعدها إلى إف سي نانت والذي توِّج معه ببطولة الدوري الفرنسي الممتاز في عام 1983. حيث توِّج أفضل هداف للبطولة خلال الموسم وكذا في عام 1985. أنهى مشواره الكروي كلاعب في فريق باريس سان جرمان في منتصف الثمانينات خلال موسم 1987.
على المستوى الدولي لعب خليلهودزيتش مع منتخب يوغوسلافيا للناشئين الذي حصد معه بطولة أمم أوروبا تحت 21 سنة خلال عام 1978، فتم استدعاؤه للعب مع منتخب يوغوسلافيا لكرة القدم في 15 مباراة، سجل معها ثمانية أهداف لصالح الفريق الوطني اليوغوسلافي، الذي لعب معه في بطولة أمم أوروبا عام 1976 وكأس العالم لعام 1982.
في بداية التسعينات بدأ وحيد خليلهودزيتش مسيرته التدريبية، حيث قام بتدريب نادي فيليز موستار قبل أن ينتقل للتدريب في فرنسا سنة 1993. حيث تولّى تدريب العديد من الأندية من بينها الرجاء المغربي الذي حصد برفقته دوري أبطال أفريقيا سنة 1997 والبطولة الوطنية المغربية سنة 1998، عاد بعدها إلى فرنسا حيث قاد نادي ليل من المركز الثاني في الدوري الفرنسي للدرجة الثانية إلى المركز الثالث في الدوري الفرنسي للدرجة الأولى خلال ثلاث سنوات بعد فوزه بالبطولة الفرنسية للدرجة الثانية، قبل أن يلتحق بفريق باريس سان جيرمان الذي فاز معه بكأس فرنسا سنة 2004.
غيّر خليلهودزيتش الوجهة نحو القارة الأسيوية متنقلا بين عدد من الأندية أبرزها نادي طرابزون سبور التركي ونادي الاتحاد السعودي، قبل أن يجري تعيينه مدربًا لمنتخب الكوت ديفوار الذي تأهل معه إلى نهائيات بطولة كأس العالم لكرة القدم 2010،
في عام 2011 توج بالدوري الكرواتي الممتاز مع نادي دينامو زغرب.
من 2011 إلى 2014، كان مدربا لمنتخب الجزائر، الذي استطاع ولأول مرة في تاريخه التأهل للدور 16 من كأس العالم 2014.
في عام 2018، استطاع تأهيل منتخب اليابان لكرة القدم لكأس العالم 2018، للمرة الثالثة في مسيرته التدريبية قبل أن تتم إقالته في 9 أبريل 2018، قبل شهرين من بدء إقصائيات كأس العالم في روسيا.
منذ 15 غشت 2019 تولى تدريب المنتخب المغربي لكرة القدم خلفا للفرنسي هيرفي رونار. قبل أن تتم إقالته في 11 أغسطس 2022، قبل أشهر من بدء إقصائيات كأس العالم في قطر بسبب سوء النتائج واختلاف في وجهات النظر، ليخلفه المدرب المغربي وليد الركراكي.

## مع الأندية

### السنوات الأولى وفيليز
ولد في مدينة يابلانيتشا البوسنية. بدأ لعب كرة القدم صغيرا من خلال ساحة توربينا يابلانيتشا التي تبعد عن منزله مائة متر. لم يكن يهتم باحتراف كرة القدم وكان جل تركيزه على دراسته. عندما بلغ أربعة عشر سنة انتقل إلى مدينة موستار من أجل الانتساب إلى مدرسة صناعية من أجل دراسة الهندسة الكهربائية. بدأت خطواته الجدية في احتراف كرة القدم عندما بلغ 16 سنة وذلك بالانضمام إلى أكاديمية فيليز موستار الذي كان يلعب بالدرجة الأولى بتأثير من أخيه سالم الذي كان يلعب مهجما في الفريق الأول. لعب وحيد طوال سنتين ونصف السنة في فريق الشباب حتى نجح في توقيع أول عقد احترافي ثم أُعير إلى نادي الدرجة الثانية نيريتفا ميتكوفيتش لمدة ستة أشهر لاكتساب خبرة اللعب أساسيا.
بعد عودته من الإعارة انضم إلى الفريق الأول اعتبارا من موسم 1972-1973 مكونا ثنائيا هجوميا ناجحا مع دوشان باييفيتش مساهما في احتلال فريقه المركز الثاني خلف المتصدر النجم الأحمر بلغراد. غدا وحيد من أبرز اللاعبين في حقبة السبعينات حيث لعب 376 مباراة مسجلا 253 هدف بينها 207 مباراة في الدرجة الأولى مسجلا 103 هدف. في سبتمبر 1981 انتقل إلى نانت الفرنسي. في تلك السنة حقق أول بطولة في تاريخه وهي كأس يوغوسلافيا حيث سجل هدفين لكي يفوز فريقه على زيلييزنيتشار ساراييفو 3-2.

### نانت وباريس سان جيرمان
استطاع وحيد فور وصوله إلى فرنسا أن يكون لاعبا أساسيا في صفوف نادي نانت مسجلا سبعة أهداف في ثمانية وعشرين مباراة في موسم 1981-1982 ضمن بطولة الدرجة الأولى. في الموسم التالي ساعد نانت في حصوله على بطولة الدرجة الأولى بتسجيله 27 هدف في 36 مباراة ومحققا لقب هداف البطولة أيضا. أمضى وحيد خمس مواسم في نانت حيث لعب 163 مباراة مسجلا 92 هدف كما توِّج هدّافا لبطولة الدرجة الأولى موسم 1984-1985 مسجلا 28 هدف.
في 1986 قرر وحيد العودة إلى موستار من أجل أن يكون قريبا من والده المريض. أثناء مفاوضات تجديد العقد طلب من إدارة نادي نانت راتبا كبيرا لا يستطيع النادي دفعه له وبالتالي رفض طلبه وتم إنهاء العقد بينهما. في نفس الوقت قرر رئيس نادي باريس سان جيرمان فرانسيس بوريلي تقديم عقد مذهل مدته سنة واحدة من أجل جلب وحيد إلى ملعب حديقة الأمراء من أجل تدعيم صفوف الفريق الذي يستعد للمشاركة في بطولة دوري أبطال أوروبا 1986-1987.
وحيد وافق على العرض ووقّع على العقد واستطاع أن يلعب 18 مباراة مسجلا 8 أهداف ولكن وفاة أمه في منتصف الموسم أجبره على إعلان الاعتزال النهائي.

## منتخب يوغوسلافيا
لعب وحيد خمسة عشر مباراة دولية مع منتخب يوغوسلافيا مسجلا ثمانية أهداف. بعدما لعب مباراته الدولية الأولى مع منتخب الكبار في يونيو 1976 إلا أنه عاد للعب بعض المباريات مع منتخب تحت 21 سنة في سنة 1978 مساهما في تحقيق بطولة كأس الأمم الأوروبية لكرة القدم 1978 بالإضافة إلى حصوله على جائزة أفضل لاعب في البطولة. كان وحيد يبلغ من العمر ستة وعشرين عاما وكانت قوانين البطولة تسمح بانضمام لاعبين اثنين أكبر من واحد وعشرين سنة وقد كان اللاعب الآخر هو فليمير زاييتش الذي سبق له اللعب أساسيا مع منتخب الكبار في سنة 1977.
خلال تسع سنين كانت مسيرة وحيد مع منتخب يوغوسلافيا في صعود وهبوط معانيا من الإبعاد أو الجلوس على دكة البدلاء.
لعب مباراته الدولية الأولى أثناء بطولة كأس الأمم الأوروبية لكرة القدم 1976 تحت قيادة المدرب أنتي ملادينيتش عندما دخل بديلا عن اللاعب سلافيسا زونغول أثناء مباراة تحديد صاحب المركز الثالث أمام منتخب هولندا التي انتهت بالخسارة 2-3 على ملعب ماكسيمير في زغرب.
في السنتين التاليتين لعب مباراتين دوليتين فقط كبديل الأولى كانت في سبتمبر 1976 أمام منتخب إيطاليا وديا في روما ثم في نوفمبر 1977 أمام منتخب إسبانيا في بلغراد ضمن تصفيات بطولة كأس العالم لكرة القدم 1978.

### تصفيات كأس الأمم الأوروبية لكرة القدم 1980
انتظر وحيد حتى أكتوبر 1978 من أجل أن يلعب أول مباراة له مع منتخب يوغوسلافيا أساسيا وذلك في أولى مباريات تصفيات التأهل إلى بطولة كأس الأمم الأوروبية لكرة القدم 1980 وذلك أمام منتخب إسبانيا على ملعب ماكسيمير في زغرب. لم يخيب وحيد ثقة المدرب ملادينيتش فيه حيث سجّل هدفه الدولي الأول في الدقيقة 44 عندما كان الإسبان متقدمون في النتيجة 2-0 لتصبح النتيجة 1-2 ولتبقى النتيجة كما هي حتى نهايتها. نتيجة لتقديمه أداء رائع واصل ملادينيتش الاعتماد على وحيد أساسيا في المباراة التالية أمام منتخب رومانيا على ملعب الأخير ولكن يوغوسلافيا خسرت 2-3. هذه الخسارة أدت إلى فقدان ملادينيتش وظيفته وتعيين درازين يركوفيتش كمدرب مؤقت. لعب وحيد المباراة التالية التي كانت ودية في مواجهة منتخب اليونان حيث استطاع تسجيل ثلاثة أهداف.
في أبريل 1979 تم تعيين ميلان ميلانيتش مدرّبا للمنتخب الذي قرر إجراء تغييرات كثيرة في اللاعبين الذين ورثهم من المدرب السابق ملادينيتش وقد كان وحيد أحد اللاعبين الذين تم استبعادهم. استطاع منتخب يوغوسلافيا تحقيق الفوز في المريات الأربع المتبقية في التصفيات من ضمنها الفوز على منتخب إسبانيا في عقر دارهم كما حقق الفوز في مباراتين وديتين على إيطاليا والأرجنتين وهذه المباريات الست لم يشارك فيها وحيد بتاتا. نتيجة لخسارة أول مباراتين في التصفيات فقد احتل يوغوسلافيا المركز الثاني بفارق نقطة واحدة عن المتصدر إسبانيا وبالتالي فشل في التأهل إلى نهائيات البطولة.

### بطولة كأس العالم لكرة القدم 1982
لعب وحيد مباراتين في بطولة كأس العالم لكرة القدم 1982 بديلاً حيث شارك في آخر خمسة عشر دقيقة أمام إسبانيا ثم كامل الشوط الثاني أمام هندوراس. كان ميلانيتش يلعب بمهاجم واحد وكان اللاعب المفضل عنده هو سافيت سوسيتش. في مقابلة صحفية عبّر وحيد عن استيائه من المدرب ميلانيتش الذي لم يعطه فرصة اللعب أساسياً في بطولة كأس العالم.
في مقابلتين صحفيتين في سنة 2000 و 2010 كرّر وحيد عن استيائه مما حدث بالاستهزاء أن سبب عدم مشاركته كثيرا مع منتخب يوغوسلافيا أساسيا هو لأن لوحة النتائج قصيرة على اسمه الطويل. ولكنه أكّد أن كونه مسلما هو السبب الرئيسي في عدم مشاركته.

### الأهداف الدولية
| الأهداف | التاريخ        | الملعب                               | الخصم     | النتيجة | النتيجة النهائية | البطولة                                 |
| ------- | -------------- | ------------------------------------ | --------- | ------- | ---------------- | --------------------------------------- |
| 1       | 4 أكتوبر 1978  | ملعب ماكسيمير، زغرب، يوغوسلافيا      | إسبانيا   | 1–1     | 1–2              | تصفيات يورو 1980                        |
| 2       | 15 نوفمبر 1978 | ملعب غرادسكي، سكوبيه، يوغوسلافيا     | اليونان   | 1–1     | 4–1              | كأس البلقان                             |
| 3       | 15 نوفمبر 1978 | ملعب غرادسكي، سكوبيه، يوغوسلافيا     | اليونان   | 3–1     | 4–1              | كأس البلقان                             |
| 4       | 15 نوفمبر 1978 | ملعب غرادسكي، سكوبيه، يوغوسلافيا     | اليونان   | 4–1     | 4–1              | كأس البلقان                             |
| 5       | 25 مارس 1981   | ملعب سبارتاك، سوبوتيكا، يوغوسلافيا   | بلغاريا   | 1–0     | 2–1              | ودية                                    |
| 6       | 29 أبريل 1981  | ملعب بوليود، سبليت، يوغوسلافيا       | اليونان   | 2–0     | 5–1              | تصفيات بطولة كأس العالم لكرة القدم 1982 |
| 7       | 21 نوفمبر 1981 | ملعب فويفودينا، نوفي ساد، يوغوسلافيا | لوكسمبورغ | 1–0     | 5–0              | تصفيات بطولة كأس العالم لكرة القدم 1982 |
| 8       | 21 نوفمبر 1981 | ملعب فويفودينا، نوفي ساد، يوغوسلافيا | لوكسمبورغ | 2–0     | 5–0              | تصفيات بطولة كأس العالم لكرة القدم 1982 |

## المسيرة التدريبية

### الرجاء
في سنة 1997 بدأ تدريب نادي الرجاء أحد أكبر الأندية في المغرب. خلال سنتين حقق بطولة دوري أبطال أفريقيا لكرة القدم والدوري المغربي وهذا النجاح حقق له مكانة عالية.

### ليل
في أكتوبر 1998 بدأ تدريب نادي ليل الذي كان أحد المرشحين للهبوط من الدرجة الثانية. طوال موسم 1999-2000 أبهر ليل الجميع في الدرجة الثانية بتصدره جدول الترتيب بفارق ستة عشر نقطة عن وصيفه. خلال موسمه الأول في الدرجة الأولى احتل ليل المركز الثالث مما مكّنه من اللعب في دوري أبطال أوروبا في الموسم التالي. أصبح مشهورا في فرنسا بفضل احترافيته وعلمه التكتيكي كما حصل على لقب المدرب وحيد. بعد إنهائه في المركز الرابع في نهاية موسم 2001-2002 المؤهل إلى بطولة كأس الاتحاد الأوروبي قرر وحيد ترك النادي بسبب افتقاد الإدارة إلى الطموح.

### رين
في نوفمبر 2002 تم التعاقد معه لإنقاذ نادي رين والذي نجح في القيام بذلك. بدأ نجمه في السطوع على المستوى القاري مما جعله ينضم إلى نادي باريس سان جيرمان في صيف 2003 على الرغم من رغبة عدة أندية إسبانية وألمانية في التعاقد معه.

### باريس سان جيرمان
خلال سنته الأولى من تولّي مهمة تدريب باريس سان جيرمان حقق الفريق إنجازاً لم يحققه من قبل وهو الفوز ببطولة كأس فرنسا والحلول ثانيا في دوري الدرجة الأولى خلف أولمبيك ليون مما أهّله للعب في دوري أبطال أوروبا. لسوء الحظ موسم وحيد الثاني لم يكن ناجحا وتم طرده في فبراير 2005 عندما كان الفريق يحتل المركز السابع.
من أكتوبر 2005 إلى يونيو 2006 انتقل إلى تركيا من أجل تدريب طرابزونسبور. الفريق احتل المركز الرابع خلف أندية إسطنبول الكبيرة: بشيكطاس، غالاطاسراي، وفنرباخشه. على الرغم من تأهل الفريق للعب في بطولة كأس الاتحاد الأوروبي في الموسم التالي إلا أنه قرر ترك النادي.

### منتخب ساحل العاج
في مايو 2008 تم التعاقد معه من أجل تدريب منتخب ساحل العاج. خلال سنتين لم يتعرض المنتخب لأي خسارة وتأهل إلى نهائيات بطولة كأس الأمم الأفريقية لكرة القدم وبطولة كأس العالم لكرة القدم في جنوب أفريقيا. في بطولة أفريقيا خرج ساحل العاج من الدور الربع النهائي على يد منتخب الجزائر 2-3. ازداد الغضب الشعبي في البلاد وفي ظل قرب حدوث أزمة سياسية فقد نتج عنه طرد وحيد.

### دينامو زغرب
في 16 أغسطس 2010 تم الإعلان أنه سيكون المدرب الجديد في دينامو زغرب موقّعا على عقد يمتد لسنتين ونصف. وكان وحيد حلَّ محل فليمير زاييتش الذي طرد بعد إقصاء الفريق من الدور التمهيدي لبطولة دوري أبطال أوروبا على يد نادي شريف تيراسبول المولدوفي.
استطاع وحيد اكتساب حب الجمهور فورا من خلال اللعب الهجومي الجميل. في 16 سبتمبر أي بعد مرور شهر واحد على تولّيه المهمة استطاع قيادة دينامو زغرب للفوز على نادي فياريال الإسباني 2-0 في الدوري الأوروبي. وهذا الأمر زاد من شعبية وحيد في زغرب. على الرغم من تلك النتائج الإيجابية في البدتية إلا أنه فشل في التأهل إلى الدور الثمن النهائي بخسارته على ملعبه من نادي باوك اليوناني في ديسمبر. على الرغم من الخروج المبكر إلا أن الإدارة والمشجعين ساندوه.
في الدوري المحلي كان دينامو زغرب متصدرا للترتيب من دون أي منافسة من باقي الأندية. بحلول نهاية الموسم ظهرت بوادر خلاف بين وحيد والإدارة بخصوص تجديد العقد وبعد عدم الاتفاق قرر وحيد في 6 مايو 2011 ترك النادي بعدما تشاجر مع الرئيس التنفيذي في النادي زدرافكو ماميتش في غرفة تبديل الملابس بين شوطي المباراة مع إنتر زابريشيتش.

### منتخب الجزائر
في 22 يونيو 2011 تولى تدريب منتخب الجزائر في عقد يمتد لثلاث سنوات وقد استطاع التاهل للدور الثاني من كأس العالم 2014 وقبل أن ينهزم أمام بطل الدورة آنذاك المنتخب الألماني بعد المرور للأشواط الإضافية

### منتخب المغرب
في 15 أغسطس 2019، تولّى البوسني تدريب منتخب المغرب في عقد يمتد لأربع سنوات خلفاً للمدرب الفرنسي هيرفي رونار. بعد أن توج بطلا رفقة فريق الرجاء البيضاوي بكأس إفريقيا للأندية وكأس المغرب عام 1998.
فلعب أول مباراة له مع منتخب المغرب لكرة القدم ضد منتخب بوركينا فاسو انتهت بالتعادل 1-1 ثم لعب مباراته الثانية ضد منتخب النيجر التي انتهت بالفوز بهدف من توقيع لاعب نادي الوداد الرياضي وليد الكرتي عندها عبّر المدرب عن طموحه بالتتويج مع المغرب بكأس الأمم الأفريقية 2021 والتأهل إلى كأس العالم 2022 كهدف أساسي.
في 3 فبراير 2022، بعد أربعة أيام من إقصاء المغرب في ربع نهائي كأس الأمم الأفريقية 2021، رفض وحيد خليلودزيتش تحمل مسؤولية الإقصاء كما أدلى بتصريحات مسيئة اتجاه اللاعب المغربي حكيم زياش خاصة بعد مطالبة الجماهير المغربية بعودته، وهي التصريحات التي رفضها حكيم زياش وأعلن بموجبها في 8 فبراير 2022 اعتزاله اللعب دولياً، مما أثار حفيظة الجماهير المغربية ضد المدرب وطاقم الجامعة المغربية. ورغم الصراعات الداخلية أقدمت الجامعة الملكية في مايو 2022، على تمديد عقد المدرب البوسني مع المنتخب المغربي حتى يوليو 2024.
في 29 مارس 2022، تأهل المغرب لكأس العالم 2022 بعد فوزه على منتخب الكونغو الديمقراطية بنتيجة 4-1. ليصبح خليلهودزيتش أول مدرب في تاريخ كرة القدم يتأهل مع أربعة منتخبات مختلفة لكأس العالم وهم ساحل العاج في (2010) والجزائر في (2014) واليابان في (2018) وأخيرا المغرب في (2022).
رغم انجازاته مع المنتخب إلا أن مسيرة المدرب مع المغرب عرضته لانتقادات لاذعة من قبل الصحافة المحلية والجماهير المغربية التي أبدت غضبها العارم من الأداء السيئ للاعبي منتخبها الوطني عززها أسلوب خليلهودزيتش المتشدد والذي جعله يدخل في صراعات مع عدة لاعبين أسفرت عن استغنائه عن عدد من اللاعبين البارزين في المنتخب أبرزهم حكيم زياش، نصير مزراوي، يونس بلهندة وأمين حارث.
في 3 يوليو 2022، صرح فوزي لقجع وزير الموازنة ورئيس الاتحاد الملكي المغربي لكرة القدم لبرنامج Décryptage على إذاعة إم إف إم المغربية أن اللاعب حكيم زياش سيرافق أسود الأطلس إلى مونديال قطر منتقدا علنا أسلوب المدرب.
في 11 أغسطس 2022، تم فسخ عقد وحيد خليلودزيتش بشكل مفاجئ بسبب «خلافات في وجهات النظر» مع الاتحاد الملكي المغربي لكرة القدم. كانت مغادرته ودية وتلقى تعويضا قدره 2.4 مليون درهم 21.
في 12 أغسطس 2022، صرح فوزي لقجع أن خليلهودزيتش يدفع ثمن «ميله لاستبعاد لاعبين أساسيين من المنتخب الوطني»، و«بدأ المغاربة يتعبون من فلسفته».
تعد هذه الإقالة الطرد الثالث من منصب تدريبي لخليلهودزيتش قبل أن حضوره لفعاليات كأس العالم. بموجبها أعلن خليلهودزيتش نيته التوقف عن مسيرته المهنية، حيث صرح «كان هذا القرار بمثابة ضربة موجعة لي. حتى أنني أفكر في إنهاء مسيرتي الغريبة إلى حد ما. هذه هي الحياة، لقد مررت بالعديد من التقلبات، لا يمكنني تحملها. أعتقد أنني أقول شكراً لكرة القدم".»

## الحياة الشخصية
خلال حرب البوسنة والهرسك في سنة 1992 تعرض وحيد للإصابة في مدينة موستار وظل عدة أشهر يتعافى. الإصابة حدثت نتيجة خطأ منه عندما أطلق الرصاص على نفسه. رحل عن موستار في مايو 1993 بعدما تلقى تهديدا بالقتل من مجلس الدفاع الكرواتي ضمن الحرب الأهلية التي قام بين البوسنيين والكروات في الهرسك. بعد رحيله تم تدمير منزله وحرقه.
وحيد متزوج ولديه طفلين. مقر إقامته الرئيسية في مدينة ليل الفرنسية.

## روابط خارجية
- وحيد خليلهودزيتش على موقع الاتحاد الدولي (مؤرشف)  (الإنجليزية)
- وحيد خليلهودزيتش على موقع الاتحاد الأوربي (الإنجليزية)
- وحيد خليلهودزيتش على موقع اتحاد تركيا (مدرب) (الإنجليزية)
- وحيد خليلهودزيتش على موقع قاعدة بيانات كرة القدم.إي يو (الإنجليزية)
- وحيد خليلهودزيتش على موقع بيانات كرة القدم. دي إي (الألمانية)
- وحيد خليلهودزيتش على موقع ناشيونال فوتبول تيمز (الإنجليزية)
- وحيد خليلهودزيتش على موقع Soccerbase.com (مدرب) (الإنجليزية)
- وحيد خليلهودزيتش على موقع Soccerway.com (الإنجليزية)
- وحيد خليلهودزيتش على موقع عالم كرة القدم.نت (الإنجليزية)